# Cassida brevis
Cassida brevis (лат.) — вид жуков подсемейства щитоносок из семейства листоедов. Типовой вид прдрода Onychocassis.

## Описание
Жуки длиной 5,5-6 мм. Нижняя сторона тела чёрная. Бока стернитов брюшка светлые. Коготки лапок с крупным базальным зубцом.

## Распространение
Встречается в Афганистане, Греции, Ираке, Иране, Израиле, Сирии, Ливане, Армении и Турции.